# وامبت بینی‌مودار جنوبی
وامبت بینی‌مودار جنوبی (نام علمی: Lasiorhinus latifrons) نام یک گونه از تیره وامبت است.